# Transbordador espacial Hermes
Per a altres usos de la paraula Hermes vegeu la pàgina Hermes (desambiguació).
El transbordador Hermes o minillançadora Hermes va ser l'aposta europea per un vehicle espacial reutilitzable per garantir l'accés dels europeus a l'espai i l'aprovisionament d'una estació especial pròpia o, si escau, els mòduls europeus acoblats a una estació espacial internacional.
El projecte va viure diversos problemes, entre altres de la falta d'experiència europea en vehicles espacials reutilitzables, i finalment es va cancel·lar el 1992.

## Història
El 1978, França disposava d'un projecte per construir un petit transbordador reutilitzable; però els dubtes i els costos eren quantiosos per a l'agència espacial francesa.

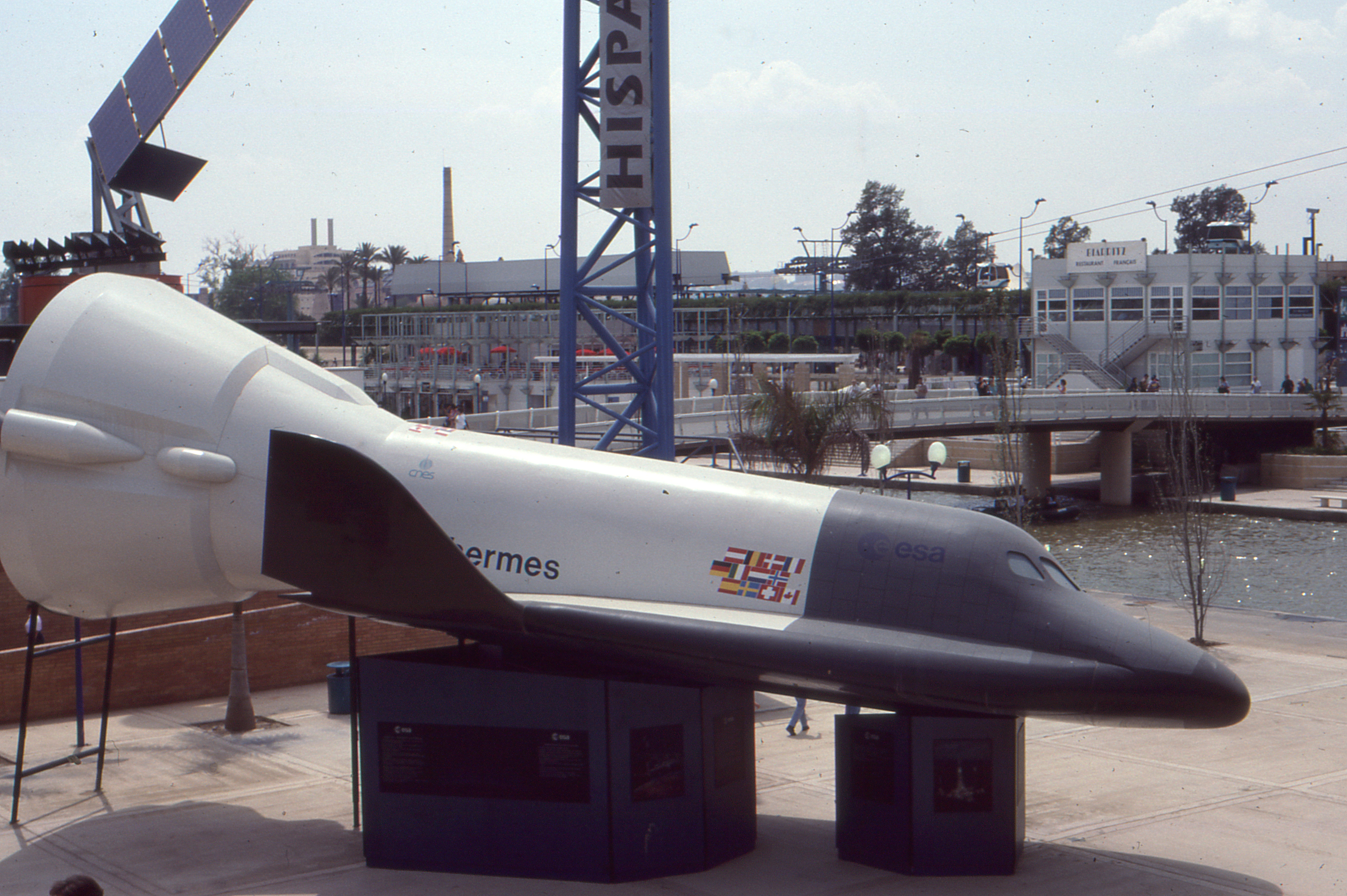
Maqueta en escala 1:1 de la minillançadora Hermes a l'Expo 92 de Sevilla.

Després de l'experiència obtinguda amb el Spacelab i els plans per fabricar i disposar de l'estació espacial Columbus, transformada posteriorment en el mòdul Columbus de la ISS, l'ESRO i després l'Agència Espacial Europea van considerar necessària una plena independència dels llançadors i vehicles espacials nord-americans. Fins llavors els europeus viatjaven a l'espai gràcies a programes de col·laboració de la NASA o la COSMOS; però la dependència d'aquestes col·laboracions es considerava inviable a llarg termini; per exemple, el laboratori espacial havia estat donat gratuïtament per aconseguir places en els transbordadors nord-americans. Per tot això, a principis dels anys vuitanta van començar els estudis preliminars; però no va ser fins a 1987 quan el programa va adquirir personalitat pròpia.
La llançadora Hermes (el Missatger dels Déus) estava, com assenyalava La carrera cap al Cosmos de Radio Quebec, a mig camí entre les càpsules Soiuz soviètiques (per capacitat i tipus de llançador) i els transbordadors nord-americans (per forma i capacitat de reutilització). Havia d'estar operativa para 1995.
Es van estudiar diverses alternatives i finalment es va optar per un avió amb ales en forma de delta i amb la propulsió mínima per maniobrar en òrbita, que va ser portat fins a la seva òrbita per un coet de nova creació.
Encara que finalment el coet es va fabricar i va volar amb èxit, el programa Hermes va ser cancel·lat en 1992 davant la falta d'experiència europea en aïllament tèrmic, el seu alt cost i les expectatives de desenvolupar el X-38 al costat dels Estats Units per descendir de la qual va acabar sent l'Estació Espacial Internacional.

## Conceptes
L'Hermes es va pensar com un transport reutilitzable de baix cost per a quatre persones com a màxim i un mínim d'equip i 3 000 kg de subministraments com a màxim. El pes total de la nau amb tripulació, combustible i càrrega no hauria de superar les 20 tones, càrrega màxima que pot portar la versió més potent del coet Ariane 5.
La tripulació comptaria amb suport vital per romandre a l'espai un màxim de 7 dies.
Malgrat que el projecte va ser cancel·lat, la idea d'una nau espacial reutilitzable de petita grandària que pugui ser portada a una òrbita baixa per un únic llançador (més senzill que el programa nord-americà) segueix vigent.
- Estats Units estudiava un mòdul reutilitzable, pujat a l'espai per un coet convencional per substituir als transbordadors espacials.
- Rússia va desenvolupar conceptualment el mòdul Kliper i va fabricar una maqueta per a trobar socis que aportessin el capital per a construir-lo. El Kliper es projecta com una astronau capaç de transportar sis persones o dues persones i 700 kg de càrrega. Va ser ofert a Europa, però l'ESA va refusar donar suport al projecte per falta de definició[4]

## Configuració
L'Hermes seria llançada a la part superior d'un llançador Ariane 5 i que constaria de dues parts: una part, una forma de con anomenat Resource Module que s'adjunta a la part posterior del vehicle i es va dissenyar per a la reentrada. Només l'avió espacial es tornaria a entrar en l'atmosfera de la Terra.
En la configuració prevista abans de l'acabament del projecte, l'Hermes portaria a tres astronautes i una càrrega pressuritzada de 3000 kg. El pes de llaçament final seria 21000 kg, que va ser considerat com el límit superior del que un prolongat Ariane 5 podia aixecar. L'Hermes seria de 19 m de longitud.

### Llocs de llançament
Els possibles llocs de llançament per al transbordador serien els següents:
- Guiana Space Centre
- Illa de Fort de France (Martinique Aimé Césaire International Airport)
- Bermudes
- Istres (Istres-Le Tubé Air Base)

### Les missions típiques
Quatre missions típiques es va proposar:
- Experimentació a bord en una òrbita equatorial de 800 quilòmetres
- Vols a la NASA de l'estació espacial Freedom en una òrbita de 28,5 graus
- Vols a l'ESA de l'estació espacial Columbus en una òrbita de 60 graus.
- Vols tripulats a la teleobservació de l'ESA Plataforma Polar en un grau de 98.500 quilòmetres òrbita

## Llegat
Encara que abandonat, el seu desenvolupament ha permès a Europa adquirir diverses tecnologies en l'àmbit espacial, per descomptat, però també millorar-ne d'altres com ara:
- CATIA que va estimular el seu desenvolupament
- les cel·les de combustible
- els controls de vol elèctrics

Des del 1990, el CNES i l'ESA estudien amb l'ajuda d'industrials (Aerospatiale i DASA) alternatives a l'Hermes, essencialment tripulades en càpsules espacials per explorar tècniques com la reentrada atmosfèrica i l'aterratge amb paracaigudes, aerodinàmica, termodinàmica, sistemes de protecció tèrmica i, mètodes de pilotatge (que van ser utilitzats pel European Automated Transfer Vehicle (ATV)), etc. :
- el Crew Return Vehicle (ACRV) per a vuit astronautes (1993) per al qual l'ESA va llançar un estudi de fase 1 l'octubre 1992 a l'abril 1993 (abandonat);
- el Rescue Vehicle (RV) bicònic (1993) (abandonat);
- el Crew Rescue Vehicle (CRV) Viking cònic (1994-1996) (abandonat);
- l'Atmospheric Reentry Demonstrator (ARD) cònic (1996-1998) amb un diàmetre de 2,8 m, amb una longitud de 2 m i una massa de 2.800 kg. El prototip es posà en marxa el 14 de juliol de 1996 des d'un globus estratosfèric a una altitud de 23,3 km, després la versió final per Ariane 5 el 21 d'octubre de 1998 a una altitud de 830 km, abans de ser recuperat al mar;
- el Crew Space Transportation System (CSTS) (2006) estudiat per l'ESA, Roscosmos i l'Agència d'Exploració Aeroespacial Japonesa, succeint al Kliper i hauria d'haver inclòs mòduls de sistemes europeus d'habitabilitat i propulsió (derivat del Columbus i la nau de càrrega ATV, respectivament), més un mòdul de reentrada rus derivat del Soiuz (abandonat el 2008);
- l'Intermediate eXperimental Vehicle (IXV), el primer vol del qual es va completar amb èxit el febrer de 2015.[6]
- el Space Rider, successor de l'IXV que podria fer el seu primer vol el 2024.